# Turung
Les Turung sont un peuple de l'Assam en Inde.
La langue turung est à présent éteinte. Elle était le seul représentant du sous-groupe dit « oriental central » des langues tai de la branche kam-tai des langues tai-kadai.
Les Turung parlent le singpho, un dialecte du jinghpo (la langue des Kachin de Birmanie) mêlé de mots tai.